# Cumeres
Cumeres — подрод жуков-тускляков из семейства жужелиц и подсемейства харпалин (Harpalinae).

## Виды
К этому подроду относя 5 видов:
- Amara brucei Andrewes, 1923
- Amara gartokiensis Hieke, 1988
- Amara lamia Andrewes, 1924
- Amara pinguis Andrewes, 1930
- Amara walterheinzi Hieke, 1988